# Заварзин, Павел Павлович
Павел Павлович Заварзин (13 (25) февраля, 1868 — 10 октября 1932, Париж) — российский жандармский офицер, генерал-майор Отдельного корпуса жандармов.

## Биография
Заварзин родился в семье дворян Херсонской губернии. Он получил общее образование в Одесском реальном училище, затем в Одесском пехотном юнкерском училище по 1 разряду. В 1888 году в чине подпоручика он поступил на службу в 16-й Стрелковый Его Величества батальон, прослужил там 10 лет. В составе этого батальона он находится в Ливадии, где принял участие в охране гессенской принцессы Аликс (будущей императрицы Александры Фёдоровны) в дни приезда её в Россию. За это был пожалован Кавалерийским крестом 2-го класса гессенского ордена Филиппа Великодушного. 29 мая 1898 года в чине поручика он перешёл на службу в Отдельный корпус жандармов. Занимал должности:
- с 17 июня 1898 года — адъютант Бессарабского Губернского жандармского управления;
- с 7 августа 1899 года — адъютант Таврического Губернском жандармского управлении;
- с 11 мая 1900 года — помощник начальника Волочиского отделения Киевского Жандармского Полицейского Управления железных дорог;
- с 1 июня 1901 года — начальник Лубенского отделения Московско-Киевского Жандармского Полицейского Управления железных дорог;
- с 11 июня 1903 года — прикомандирован к Бессарабскому Губернскому жандармскому управлению;
- с 24 июня 1904 года — помощник начальника Могилевского Губернского жандармского управления в Гомельском уезде;
- с 30 июля 1904 года — в резерве при Жандармском управлении г. Одессы;
- с 7 июля 1905 года — в резерве при Донском Областном жандармском управлении;
- с 11 августа 1906 года — начальник Отделения по охранению общественной безопасности и порядка в г. Варшаве;
- с 29 декабря 1909 года — начальник Отделения по охранению общественной безопасности и порядка в г. Москве;
- с 31 июля 1912 года — начальник Жандармского управления г. Одессы;
- в 1916—1917 годах — начальник Варшавского Губернского жандармского управления.

Так как Варшавское ГЖУ в этот период было эвакуировано и не функционировало, в сентябре 1916 года был приглашен в Петербург и поступил в распоряжение Департамента полиции. В октябре того же года инспектировал жандармские подразделения Сибири и Дальнего Востока.
Во время Революции февраля 1917 года находился в Петрограде. Как и большинство высших петербургских чиновников, Заварзин был арестован Чрезвычайной следственной комиссией для расследования действий бывших министров и прочих должностных лиц. Немногим более месяца он находился в заключении и вскоре смог уехать из России. В эмиграции жил во Франции. Похоронен на кладбище Сент-Женевьев де Буа.

## Отзывы современников
Занявший после Заварзина пост начальника московского ЖУ полковник А. П. Мартынов: 
Надо сказать, что полковник Заварзин, несмотря на всю примитивность своей натуры, недостаточное общее развитие, на, так сказать, “малокультурность”, все же после четырнадцатилетней службы в жандармском корпусе обладал практикой розыскного дела.
Отдавая должное его профессионализму, А. П. Мартынов в то же время считает, что он был смещён с должности начальника Московского охранного отделения не только за упущения по проведению в жизнь мероприятий Департамента полиции, но просто по несоответствию этой сложной должности.

## Сочинения
- Заварзин П. П. Работа тайной полиции. Архивная копия от 10 ноября 2016 на Wayback Machine — Париж, 1924. — 174 с.
- Заварзин П. П. Жандармы и революционеры : Воспоминания Париж, 1930.
- Россия и российская эмиграция в воспоминания и дневниках, 4, 2, 413.